# شینگنینگ
شینگنینگ (به لاتین: Xingning, Guangdong) یک county-level city در جمهوری خلق چین است که در ماوژوا واقع شده‌است.

## خصوصیات
شینگنینگ ۲٬۱۰۵ کیلومترمربع مساحت و ۱٬۱۳۰٬۰۰۰ نفر جمعیت دارد.